# 索日河

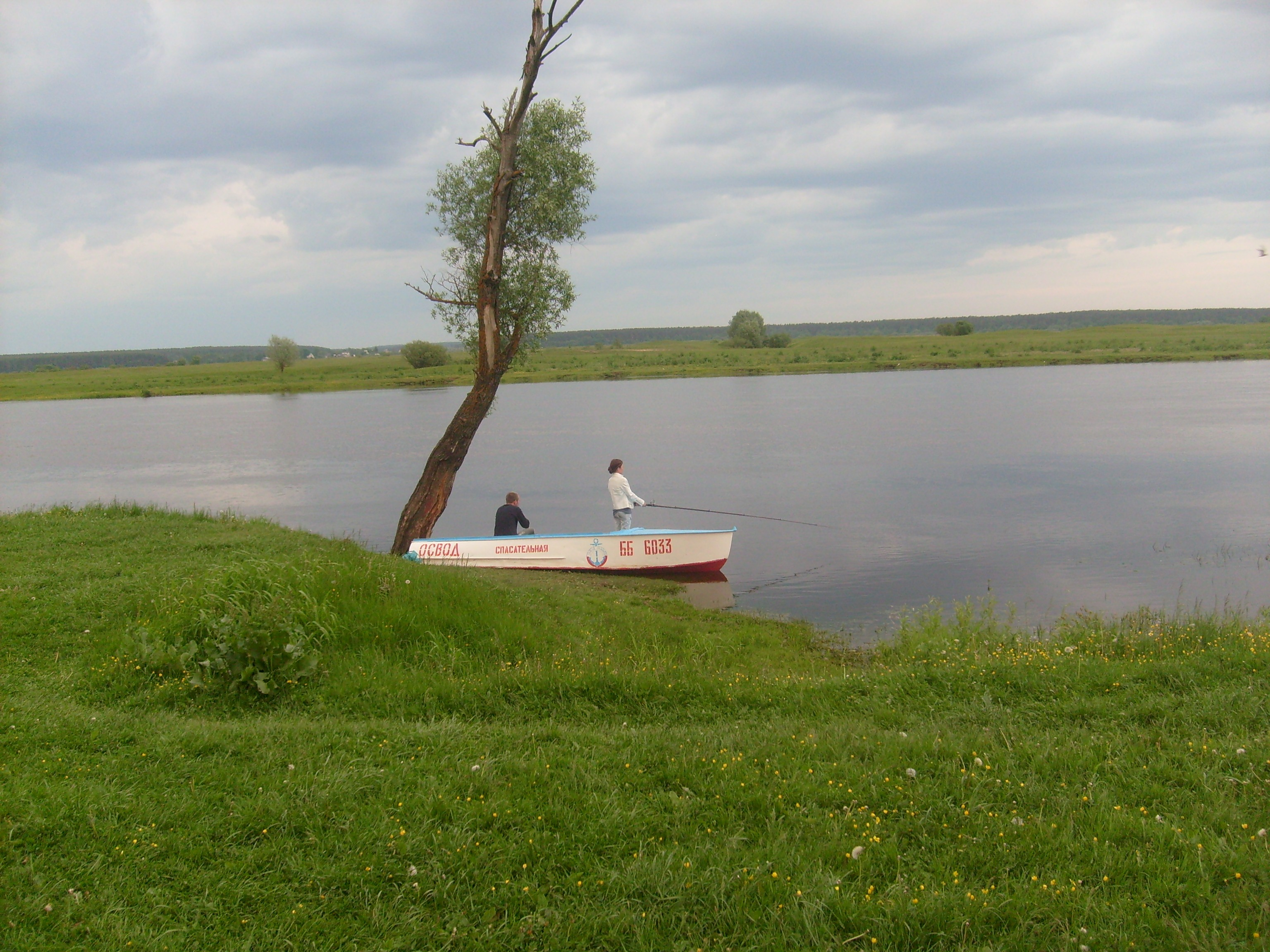

索日河（羅馬化：Sož，羅馬化：Sozh，羅馬化：Sozh）是第聂伯河的支流，流经俄罗斯、白俄罗斯和乌克兰，全长648公里。